# Aphyllorchis
Aphyllorchis é um género botânico pertencente à família das orquídeas (Orchidaceae).

## Lista de espécies
| - Aphyllorchis acuminata - Aphyllorchis alpina - Aphyllorchis annamensis - Aphyllorchis angustipetala - Aphyllorchis anomala - Aphyllorchis caudata - Aphyllorchis elata - Aphyllorchis evrardii - Aphyllorchis exilis - Aphyllorchis gollani - Aphyllorchis gracilis | - Aphyllorchis halconensis - Aphyllorchis kemulensis - Aphyllorchis montana - Aphyllorchis pallida - Aphyllorchis queenslandica - Aphyllorchis siantanensis - Aphyllorchis simplex - Aphyllorchis spiculaea - Aphyllorchis striata - Aphyllorchis sumatrana - Aphyllorchis torricellensis |